# كيني درو جونيور
كيني درو جونيور (بالإنجليزية: Kenny Drew, Jr.)‏ هو عازف جاز وعازف بيانو أمريكي، ولد في 14 يونيو 1958 في نيويورك في الولايات المتحدة، وتوفي في 4 أغسطس 2014 في سانت بيترسبرغ في الولايات المتحدة.

## وصلات خارجية
- كيني درو جونيور على موقع ميوزك برينز (الإنجليزية)
- كيني درو جونيور على موقع أول ميوزيك (الإنجليزية)
- كيني درو جونيور على موقع ديسكوغز (الإنجليزية)